# Dick Conner
Richard John Conner (13 tháng 8 năm 1931 – tháng 5 năm 1999) là một cầu thủ bóng đá và huấn luyện viên bóng đá người Anh. Ông thi đấu ở vị trí wing half cho Newcastle United, South Shields, Grimsby Town, Southampton, Tranmere Rovers và Aldershot. Ông dẫn dắt Aldershot với vai trò tạm quyền, Rochdale và Darlington.